# Ljubomir Romansky
Ljubomir Stojanow Romansky (deutsche Transkription: Romanski, * 8. Januarjul. / 21. Januar 1912greg. in Sofia; † 9. Juni 1989 in Gelsenkirchen) war ein Dirigent bulgarischer Herkunft in Deutschland.

## Leben
Ljubomir Romansky wurde als Sohn von Stojan Romanski geboren. Nach seinem Abitur 1930 studierte er Slavistik und Musikwissenschaft an def Universität Sofia und in Berlin. Im Anschluss an Klavier- und Kompositionsstudien in Sofia absolvierte er 1940 an der Staatlichen akademischen Hochschule für Musik in Berlin Konzert- und Opernleitung mit Auszeichnung, und er promovierte an der Friedrich-Wilhelms-Universität bei Arnold Schering zum Dr. phil mit der Arbeit Die einfachen Koledo-Refrains der bulgarischen Weihnachtslieder.
Seine berufliche Karriere begann Romansky 1940 als Kapellmeister an der Frankfurter Oper. Nach dem Krieg war er wieder in Frankfurt tätig, danach, ab 1946, als musikalischer Oberleiter in Wiesbaden und beim WDR Sinfonieorchester in Köln. Im Jahr 1950 wurde er in Gelsenkirchen Chefdirigent zunächst der Städtischen Bühnen, ab 1959 des neu gebauten Musiktheaters im Revier und 1967 zusätzlich Generalmusikdirektor der Stadt Gelsenkirchen, wo er bis zu seiner Pensionierung 1977 im Amt blieb.
Im Jahre 1946 übernahm Romansky die Leitung der Frankfurter Singakademie, bildete sie zu einem Spitzenchor aus und hatte mit ihr in zahlreichen Konzerten in Frankfurt und bei vielen Tourneen in europäischen Musikzentren große Erfolge. Er leitete diesen renommierten Chor bis 1985.
Die Stadt Herne übertrug ihm 1955 die Leitung ihrer Jugendkonzerte und später ihrer Sinfoniekonzerte. 1956 wurde Romansky Leiter des Städtischen Chores Herne, den er zu einem bedeutenden Oratorienchor formte. Dieser Chor nahm bald einen achtbaren Platz unter den Chorvereinigungen Deutschlands ein und fand auch im Ausland große Anerkennung. Romansky leitete diesen Chor bis zu seinem Tod 1989.
Von 1986 bis 1988 war er außerdem Leiter des Romanos-Chores für östliche Liturgie in Essen und dirigierte mit großem Erfolg kirchenslawische Gesänge.
Mit seinen Chören hat Romansky bei verschiedenen Musikfestspielen wie zum Beispiel dem Festival van Vlaanderen in Tongeren auch im Ausland Erfolge gefeiert. Nach seiner Pensionierung 1977 leitete Romansky noch viele Konzerte im In- und Ausland als Gastdirigent.

## Ehrungen und Auszeichnungen
Im Jahre 1966 verlieh die Stadt Frankfurt am Main Romansky für seine Verdienste um die Frankfurter Singakademie die Ehrenplakette und 1974 für seinen entscheidenden Anteil am Wiederaufbau des Musiklebens nach dem Kriege die Goethe Plakette.
Im Jahre 1976 wurde er für seine Interpretation französischer Musik von der französischen Regierung zum „Ritter des Ordens der Akademischen Palmen“ ernannt.
1977 wurde Romansky vom Bundespräsidenten das Verdienstkreuz am Bande des Verdienstordens der Bundesrepublik Deutschland verliehen.
Vom Deutschen Sängerbund wurde er 1982 für seine Tätigkeit als Chorleiter in Herne mit der Silbernen Chorleiter-Ehrennadel ausgezeichnet. Außerdem erhielt er für die Förderung des Chorgesanges die Verdienstplakette des Sängerbundes Nordrhein-Westfalen.
In Bulgarien wurde ihm der Orden „Kyrill und Method“ verliehen und er bekam den Polnischen Kulturorden „Zasluzony“. Romansky war Ehrenmitglied des europäischen Liszt-Zentrums.